# Čukovec (Ludbreg)
Čukovec falu Horvátországban, Varasd megyében. Közigazgatásilag Ludbreghez tartozik.

## Fekvése
Ludbregtől 4 km-re délkeletre a Drávamenti-síkság szélén fekszik.

## Története
1857-ben 274, 1910-ben 460 lakosa volt. 1920-ig Varasd vármegye Ludbregi járásához tartozott. 2001-ben 340 lakosa volt.

## Nevezetességei
- Szent József-kápolna.
- A Szent Miklós ortodox templom a 18. században épült.

## Külső hivatkozások
- Ludbreg város hivatalos oldala